# Abutilon subumbellatum
Abutilon subumbellatum är en malvaväxtart som beskrevs av D. Philcox. Abutilon subumbellatum ingår i släktet klockmalvor, och familjen malvaväxter. Inga underarter finns listade i Catalogue of Life.